# Touchin, Lovin
Touchin, Lovin é uma canção do artista americano Trey Songz, extraído de seu sexto álbum de estúdio, Trigga (2014). A música tem produção de 'The FeatherStones' e um verso convidado da rapper Nicki Minaj.

## Vídeo musical
Um vídeo interativo, dirigido por Jason Zada, foi lançado em 01 de dezembro de 2014.
No vídeo, o cantor se levanta da cama, seu quarto desaparece e ele encontra uma mulher, que lhe oferece uma pílula entre duas opções: azul ou vermelha, e o espectador escolhe um dos comprimidos. De acordo com a escolha, Trey faz uma serenata e seduz uma mulher diferente. O público faz mais escolhas por Songz ao longo do vídeo. Nicki aparece para cantar seu trecho sentada em um trono.
Songz disse que vê esse vídeo como uma oportunidade de criar um relacionamento mais íntimo com seus fãs. “Eu tenho uma ligação pessoal com eles [e] eu queria que esse vídeo interativo fosse uma maneira de eles darem uma olhada no meu mundo e nas minhas fantasias de um jeito novo.”

## Lista de faixas
| Download digital |                                    |         |  |
| N.º              | Título                             | Duração |  |
| 1.               | "Touchin, Lovin (com Nicki Minaj)" | 3:42    |  |

## Desempenho nas tabelas musicais
| Tabela musical (2014)                        | Melhor posição |
| -------------------------------------------- | -------------- |
| Austrália (ARIA)                             | 88             |
| Alemanha (Deutsche Black Charts)             | 4              |
| Reino Unido (UK Singles Chart)               | 70             |
| Reino Unido (OCC UK R&B)                     | 10             |
| Estados Unidos (Billboard Hot 100)           | 43             |
| Estados Unidos (Billboard R&B/Hip-Hop Songs) | 12             |
| Estados Unidos (Billboard Mainstream Top 40) | 37             |
| Estados Unidos (Billboard Rhythmic)          | 1              |

## Histórico de lançamento
| Região         | Data                  | Formato(s)               | Gravadora         |
| -------------- | --------------------- | ------------------------ | ----------------- |
| Estados Unidos | 9 de setembro de 2014 | Urban Contemporary Radio | Songbook Atlantic |